# Tsai Ing-wen
Pour les articles homonymes, voir Tsai.
Dans ce nom chinois, le nom de famille, Tsai, précède le nom personnel Ing-wen.
Tsai Ing-wen (chinois : 蔡英文 ; pinyin : Cài Yīngwén ; API : /tsʰâi íŋ.wə̌n/), née le 31 août 1956 à Fangshan (Taïwan), est une avocate, femme d'État taïwanaise. Elle est présidente de la république de Chine du 20 mai 2016 au 20 mai 2024.
Membre du Parti démocrate progressiste (PDP) et vice-Première ministre de 2006 à 2007, elle est élue présidente de la République le 11 janvier 2016. Elle est la première femme à exercer cette fonction.
Le 11 janvier 2020, elle est largement réélue pour un second mandat.

## Biographie
Son prénom, 英文 (Ing-wen), peut être littéralement traduit par « langue anglaise ».

### Formation
Tsai Ing-wen est diplômée en droit de l'université nationale de Taïwan, de l'université Cornell et obtient, en 1984, un doctorat en économie et sciences politiques à la London School of Economics,,. Elle est spécialisée en droit du commerce et participe aux négociations pour l'entrée de Taïwan à l'Organisation mondiale du commerce (obtenue en 2002).

### Carrière politique au sein du gouvernement
Tsai Ing-wen intègre le conseil de sécurité nationale de Taïwan et devient conseillère du président Lee Teng-hui.
Tsai Ing-wen est ministre des Affaires continentales dans le gouvernement de Chen Shui-bian entre 2000 et 2004. Elle est d'abord indépendante mais proche du PDP, avant de rejoindre ce parti en 2004. Elle est vice-Première ministre de 2006 jusqu'à la démission du cabinet de Su Tseng-chang en mai 2007.

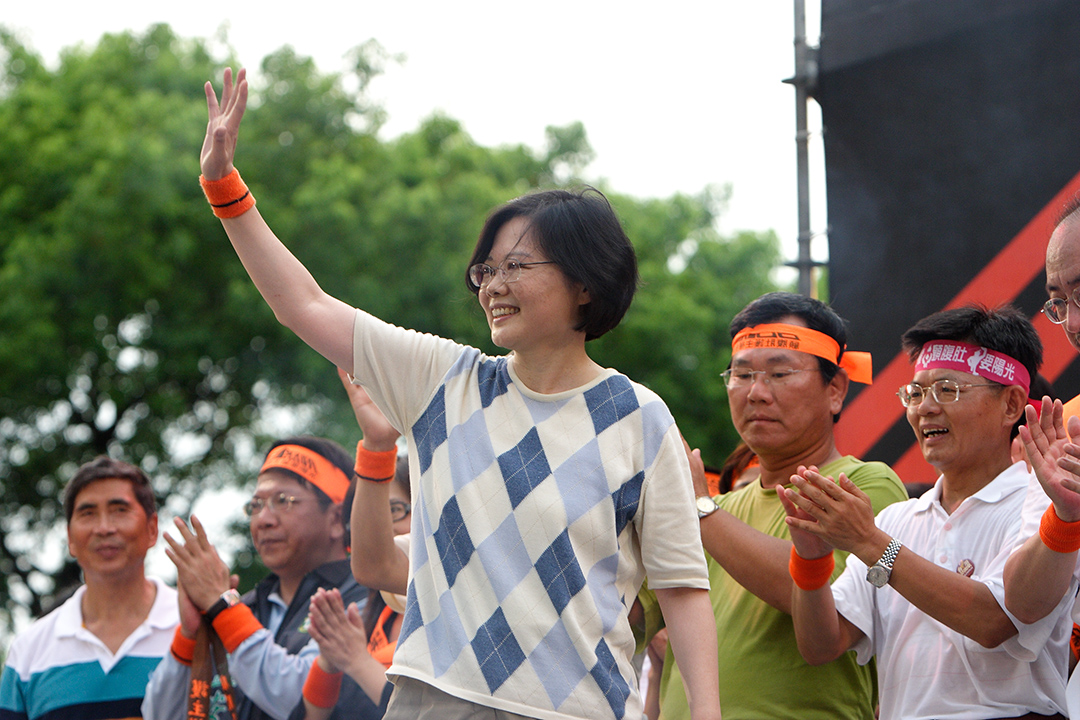
Tsai Ing-wen durant un meeting du PDP en 2008.

En mai 2008, Tsai Ing-wen prend la direction du PDP. En 2009, à Kaohsiung, en présence de la maire Chen Chu, elle rencontre le 14e dalaï-lama en visite à Taïwan.
Elle se présente comme admiratrice de Margaret Thatcher et Angela Merkel.

### Candidate à l'élection présidentielle de 2012
Tsai Ing-wen est candidate à l'élection présidentielle de janvier 2012, portant durant la campagne des revendications sociales, mais la position indépendantiste du PDP vis-à-vis de la Chine continentale ne rencontre pas l'approbation des électeurs. Elle réunit 45,6 % des voix contre 51,6 % au candidat du Kuomintang, Ma Ying-jeou.
À la suite de cette défaite, Tsai Ing-wen démissionne de la présidence du PDP, où elle est remplacée par Kiku Chen. Elle retrouve la direction du PDP en mai 2014.

### Élection présidentielle de 2016

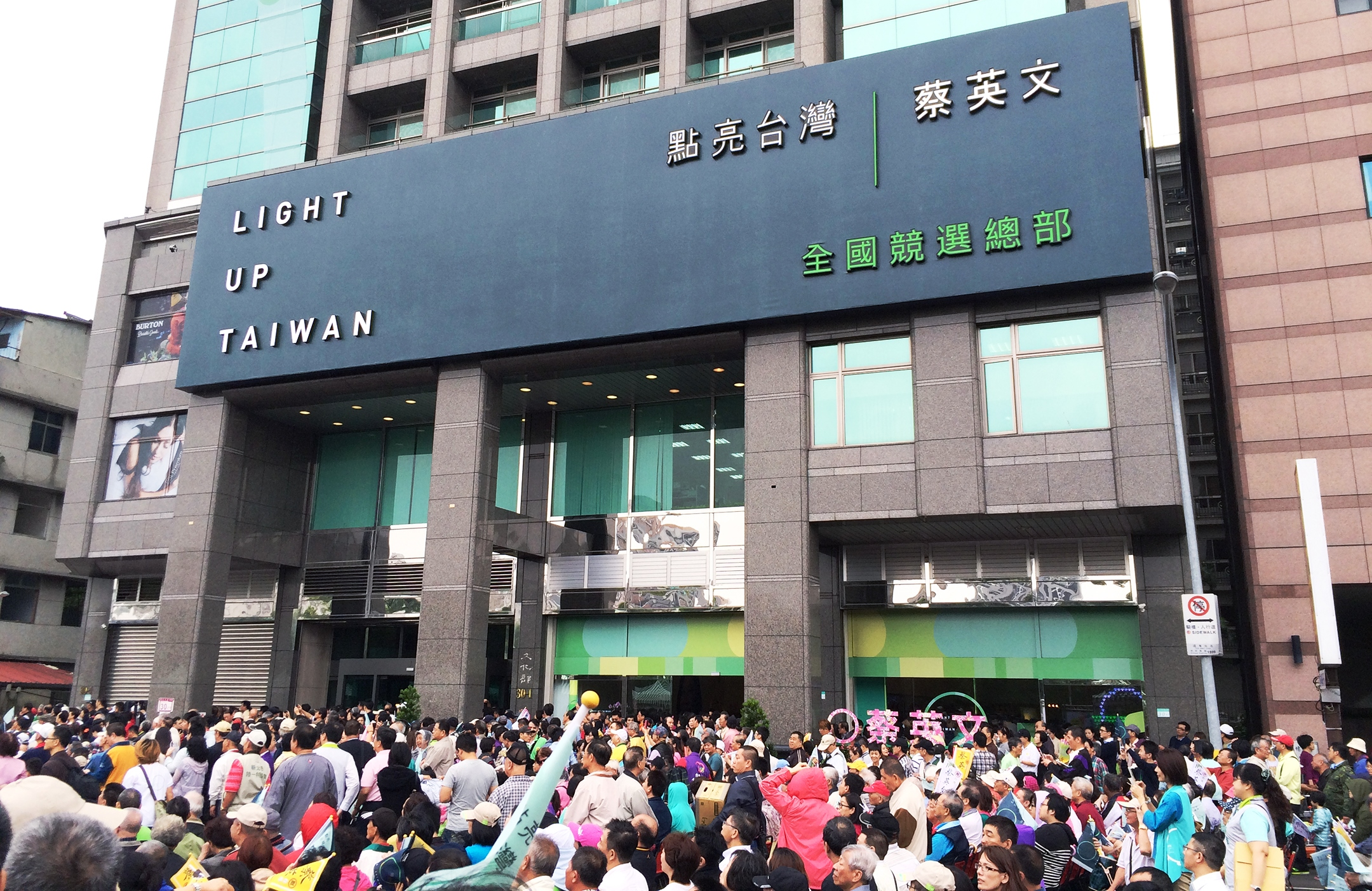
QG de campagne de Tsai en 2016.

Tsai Ing-wen est de nouveau candidate à l'élection présidentielle de janvier 2016. Son co-listier est Chen Chien-jen, un épidémiologiste, vice-président de l'Academia sinica.
Tsai Ing-wen fait campagne sur plusieurs thèmes :
- S'occuper du chômage des jeunes, encourager l'entrepreneuriat des jeunes, promouvoir le logement social, mener à bien la réforme des retraites, la mise en place d'un système de soins de longue durée ;
- Augmenter la part des énergies renouvelables et arrêter la production d'électricité d'origine nucléaire d'ici dix ans ;
- Elle soutient la déclaration de l'indépendance de Taïwan de la Chine populaire, mais modère sa position par rapport à 2012, où elle souhaitait déclarer l'indépendance unilatéralement, et préfère maintenant un dialogue avec la Chine continentale ;
- Mettre en place la loi sur le mariage des personnes de même sexe.

Tsai Ing-wen souhaite en outre signer des accords de libre-échange avec le Japon et l'accord de partenariat transpacifique.
Le 16 janvier, elle remporte l'élection avec plus de 56,12 % des voix face à Eric Chu et James Soong. Elle devient la première femme élue présidente de la République dans son pays.
En décembre 2016, alors que Donald Trump vient d'être élu président des États-Unis, elle lui téléphone. Rompant avec plusieurs décennies de diplomatie américaine, suscitant l'ire de la Chine communiste (qui considère l'île de Taïwan comme partie de son territoire) et l'espoir des militants indépendantistes taïwanais, le nouveau chef de l'État accepte la conversation téléphonique. Cet appel conduit à des mesures de rétorsion de la part de Pékin contre Taïpei.

### Présidente de la République

#### Premier mandat (2016-2020)
Le 20 mai 2016, Tsai Ing-wen prête serment et prend ses fonctions de présidente de la république de Chine.

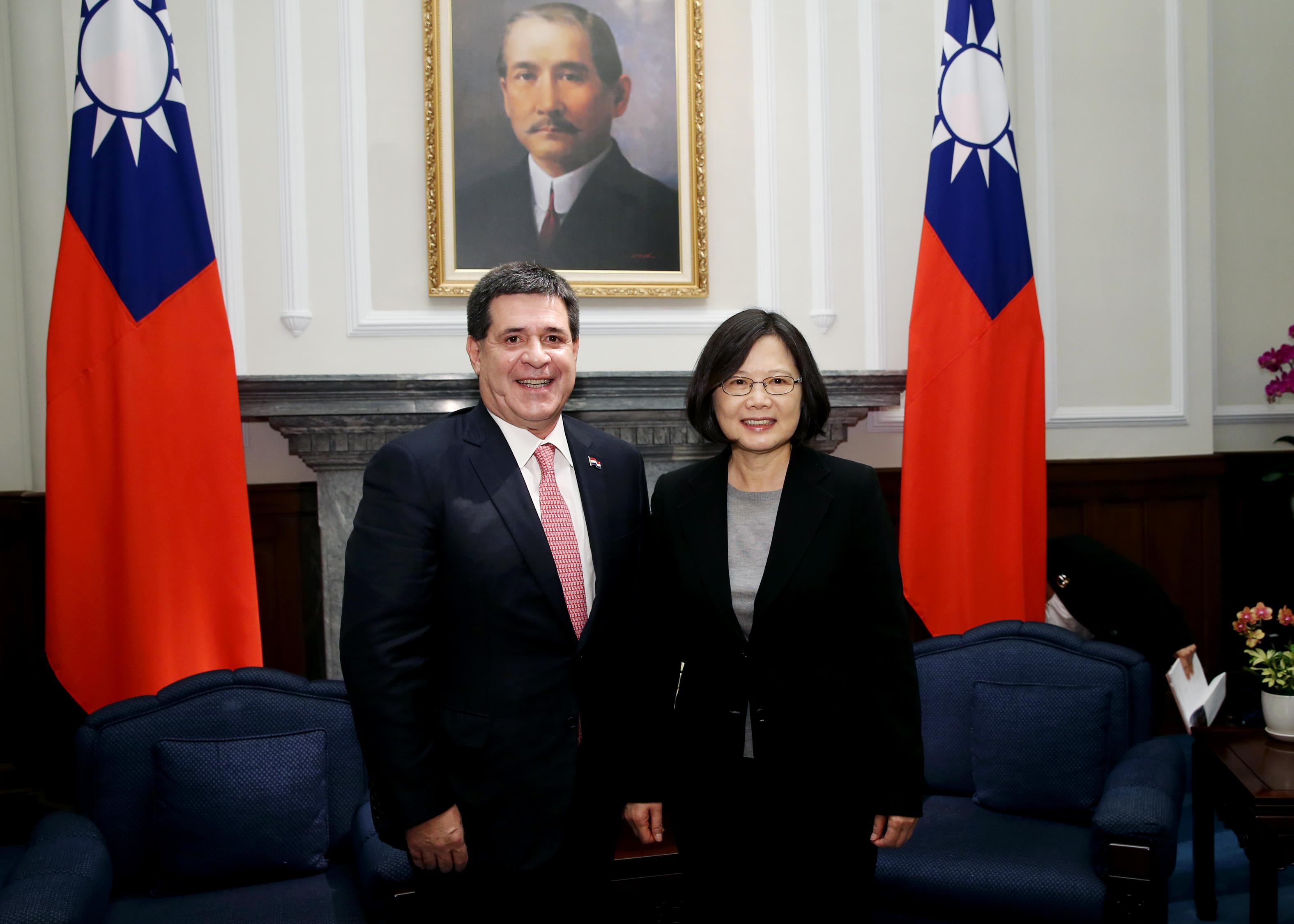
Tsai Ing-wen avec le président du Paraguay Horacio Cartes à Taïwan, 20 mai 2016.

Elle fait adopter en 2017 une loi sur le travail permettant au patronat de faire travailler les salariés douze jours consécutifs. Tirant profit de la guerre commerciale entre les États-Unis et la Chine, elle développe un programme d’incitations fiscales visant à faire revenir sur le territoire les entreprises taïwanaises produisant en Chine.
Depuis l'arrivée de Tsai Ing-wen et du PDP au pouvoir, la Chine a augmenté les pressions diplomatiques contre les pays et entreprises qui reconnaissent Taïwan comme un État indépendant. Le nombre de pays qui reconnaissent Taïwan est tombé à 18 en juin 2018. La Chine a aussi accru ses manœuvres militaires dans le détroit de Taïwan.
En juin 2018, Tsai Ing-wen déclare être disposée à rencontrer le président chinois Xi Jinping mais pour cette rencontre elle refuse toujours la politique d'une seule Chine ou le pseudo-consensus de 1992 et demande que la Chine considère cette rencontre comme la rencontre de deux chefs d'États souverains. Tsai Ing-wen demande aussi l'aide des autres nations pour contrer l'expansion militaire chinoise en Asie du Sud-Est et défendre la démocratie et la liberté à Taïwan.

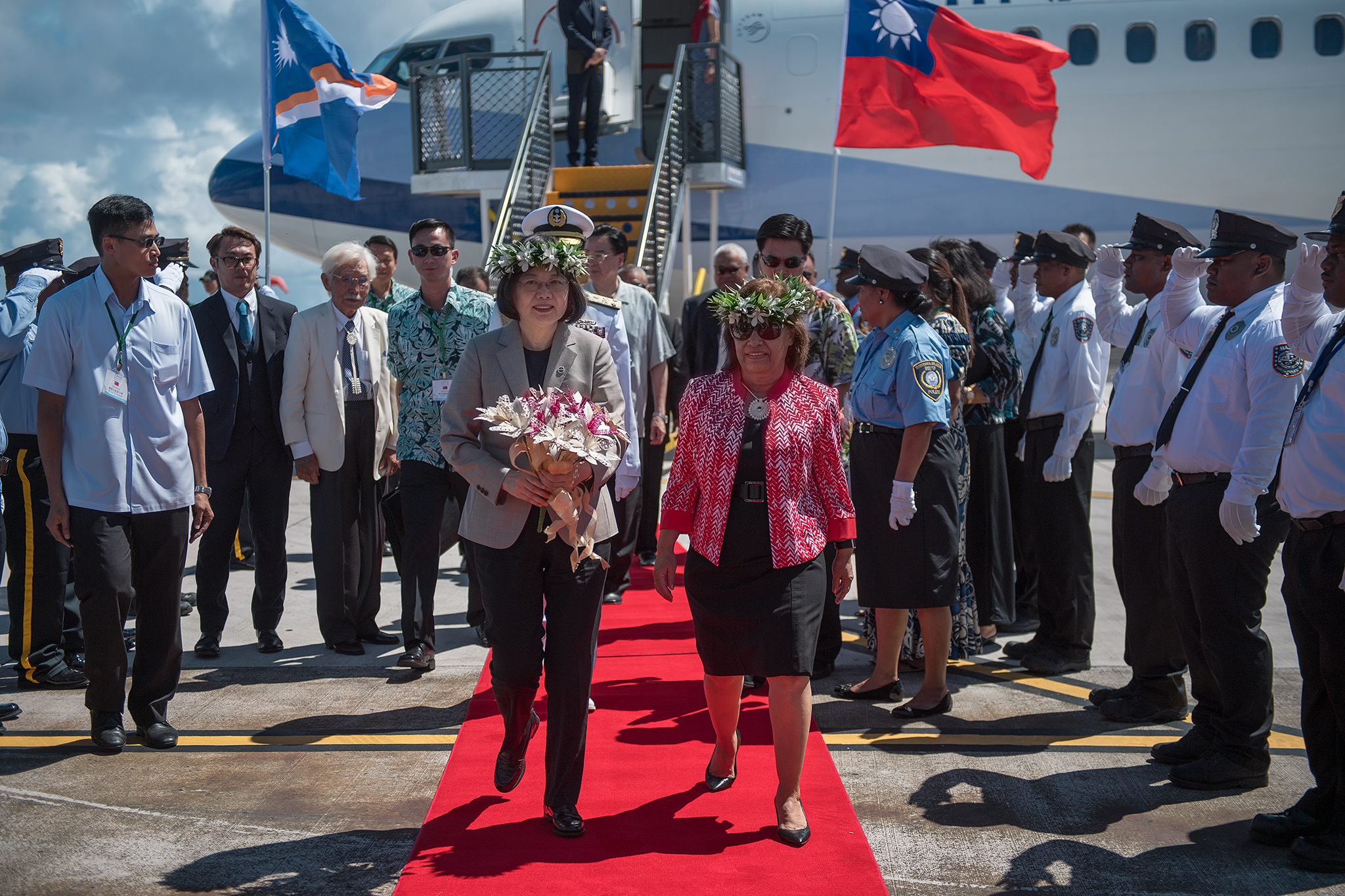
Tsai Ing-wen et la présidente des Îles Marshall Hilda Heine, le 30 octobre 2017.

Son gouvernement met en place plusieurs réformes (augmentation du salaire minimum, amélioration des services sociaux, comme les crèches) mais la situation économique sur l'île se détériore : la croissance du PIB est faible, les exportations chutent et la plupart des Taïwanais font toujours face à des difficultés économiques quotidiennes. Tsai Ing-wen ne s'occupe pas non plus d'un problème de fond à Taïwan : le système fiscal qui entraîne des prix élevés de l'immobilier et de fortes disparités des richesses. La réduction des retraites des fonctionnaires et des militaires entraîne de nombreuses manifestations. Le nombre de jours fériés est lui aussi réduit. Pendant les trois premières années de son mandat, elle peine à convaincre les Taïwanais de son action.
Le PDP essuie une large défaite aux élections locales de novembre 2018 et Tsai Ing-wen démissionne de son poste de présidente du Parti démocratique progressiste.
Conformément à sa promesse de campagne, le mariage homosexuel est adopté en mai 2019, une première en Asie.

#### Campagne présidentielle et réélection en 2020
En février 2019, Tsai Ing-wen déclare sa candidature à l'investiture du PDP pour l'élection présidentielle de 2020.
En juin 2019, après une primaire controversée (reports de la date de la primaire, introduction de sondages par téléphone), Tsai Ing-wen devance l'autre candidat à l'investiture, son ancien Premier ministre William Lai, et obtient le soutien du PDP pour l'élection présidentielle de 2020,,. Lai devient son colistier pour la vice-présidence.
À Hong Kong, placé sous l'influence de la Chine continentale depuis sa rétrocession en 1997, des manifestations massives et durables éclatent en mars 2019 pour protester contre l'influence de la Chine continentale dans la politique hongkongaise. Tsai Ing-wen exprime son soutien aux manifestants et défend le statu quo dans la relation avec la Chine populaire. Ce combat des Hongkongais rappelle aux Taïwanais le risque qu'un rapprochement avec la Chine continentale ferait courir à la démocratie, aux libertés et à l'État de droit. En conséquence, Tsai Ing-wen, dont la cote de popularité est au plus bas, remonte dans les sondages pour la présidentielle. Elle fait adopter en décembre une loi « anti-infiltration » visant à « empêcher la Chine d’utiliser sa forte puissance et son capital pour polluer, manipuler ou saboter les activités démocratiques à Taïwan ». Le lobbying, les donations politiques et la désinformation pro-chinoises sont ainsi interdits et les contrevenants s'exposent à cinq ans de prison et une amende de près de 330 000 €. Le Kuomintang dénonce lui une « loi scélérate ».
Autre raison de la remontée de sa cote de popularité : la guerre commerciale entre les États-Unis et la Chine entraîne une forte croissance des exportations taïwanaises vers les États-Unis et la croissance du PIB de 2,2 % pour 2019.
Le 11 janvier 2020, elle est largement réélue pour un second mandat avec 57,1 % des voix. Aux élections législatives qui se déroulent en même temps, le PDP perd 7 sièges mais garde la majorité absolue.

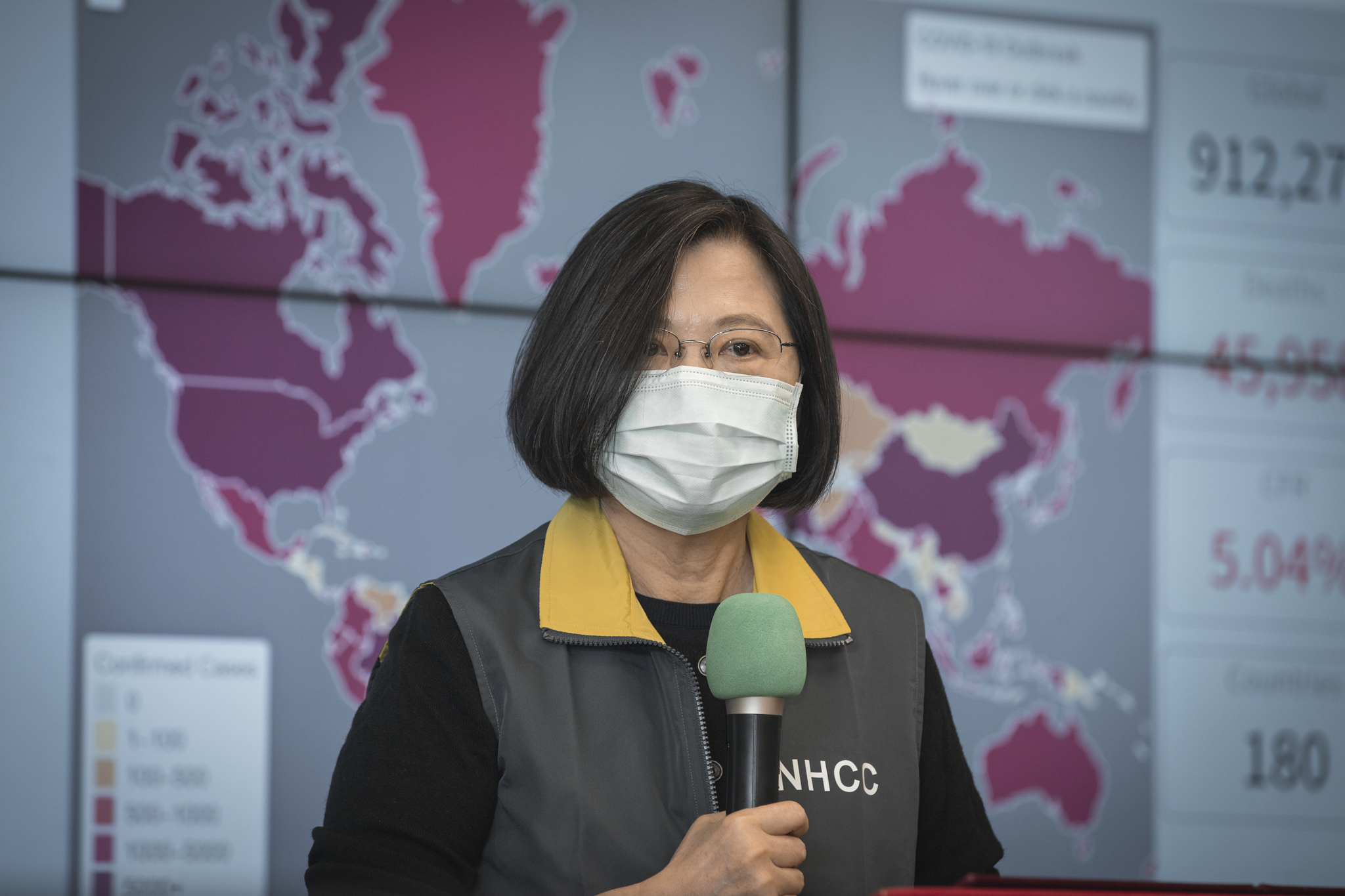
La présidente Tsai durant la pandémie de Covid-19, en avril 2020.

Sa gestion de la pandémie de Covid-19 à Taïwan, sans recours au confinement sanitaire, est largement saluée. Mis à l'écart des organisations internationales depuis 1971, Taïwan fut pourtant sous sa présidence le premier pays à donner l'alerte, dès décembre 2019, sur la crise sanitaire à venir, l'OMS n'ayant cependant pas répondu pour ne pas indisposer Pékin. Afin d'attirer l'attention de l'Occident sur le risque que son pays court face à la Chine communiste, Tsai Ing-wen met par ailleurs en avant ce qui rapproche Taipei des démocraties, « système politique, liberté d'opinion, ouverture au monde, avancées sociétales » liste Le Figaro Magazine.

#### Second mandat (2020-2024)
Le 20 mai 2020, Tsai Ing-wen est officiellement investie pour un second mandat.

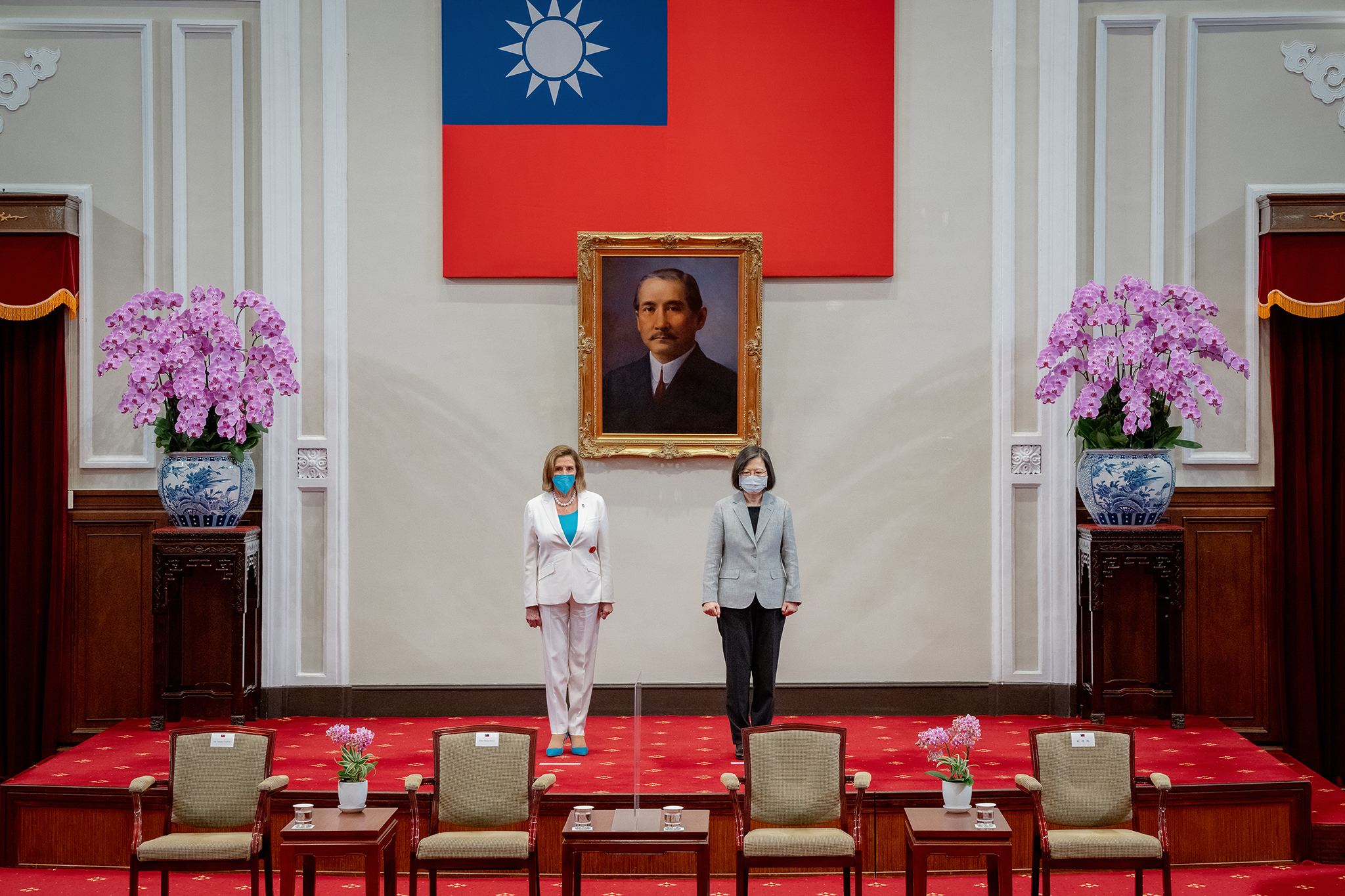
Nancy Pelosi et la présidente Tsai Ing-wen, le 2 août 2022 à Taïwan.

Le 2 août 2022, Nancy Pelosi, présidente de la Chambre des représentants des États-Unis, se rend à Taïwan et y rencontre Tsai, devenant le plus haut responsable politique américain à se rendre sur l'île en 25 ans. Son voyage ravive les tensions entre les États-Unis et la Chine. La visite a lieu malgré les avertissements de la Chine. À la suite de son arrivée à Taïwan, l'armée chinoise déclare être en état d'alerte maximale et annonce son intention de lancer des « opérations militaires ciblées » près de Taïwan, y compris en direct - des exercices d'incendie, des exercices aériens et maritimes conjoints et des lancements d'essais de missiles.
En novembre 2022, le PDP est largement battu lors des élections municipales et de comté. Tsai démissionne de son poste de présidente du PDP après la défaite, la plus large de l'histoire du parti. Tsai avait choisi de faire porter les thématiques de campagne du PDP sur la lutte contre la Chine, qui intensifie sa pression militaire sur Taïwan, mais ces thèmes mobilisent peu les électeurs dans les élections locales et ne dépendent pas des compétences des villes et comtés. Le vice-président de la république William Lai est désigné chef du parti en remplacement de Tsai en janvier 2023.
Elle nomme son ancien vice-président Chen Chien-jen, Premier ministre le 31 janvier 2023.
À partir du 30 mars 2023, elle effectue une tournée diplomatique aux États-Unis,. La Chine menace Taïwan de représailles si elle rencontre le président de la Chambre des représentants, Kevin McCarthy.
En avril 2023, le vice-président sortant Lai, unique candidat, est choisi comme candidat du PDP à l'élection présidentielle de 2024,. Il est élu président le 13 janvier 2024 et entre en fonction le 20 mai 2024.

## Honneur
En 2021, elle est désignée neuvième femme la plus puissante du monde selon Forbes.